# Јасенови Потоци
Јасенови Потоци су насељено мјесто у општини Мркоњић Град, Република Српска, БиХ. Према попису становништва из 1991. у насељу је живјело 284 становника.

## Географија
Село се налази на надморској висини од 758 метара. На подручју села налази се један од три извора ријеке Сане.

## Становништво
Према службеном попису становништва из 1991. године, Јасенови Потоци су имали 284 становника и сви су били српске националности.
| Националност       | 1991. | 1981. | 1971. | 1961. |
| Срби               | 284   | 472   | 615   | 854   |
| Југословени        |       | 3     |       |       |
| остали и непознато |       |       | 3     |       |
| Укупно             | 284   | 475   | 618   | 854   |